# Rio Ghergheasa
O Rio Ghergheasa é um rio da Romênia, afluente do Lago Amara, Buzău, localizado no distrito de Buzău.